# Campyloneurus mediator
Campyloneurus mediator är en stekelart som först beskrevs av Cameron 1906.  Campyloneurus mediator ingår i släktet Campyloneurus och familjen bracksteklar. Inga underarter finns listade.